# Корнеја дел Веркол
Корнеја дел Веркол (фр. Corneilla-del-Vercol) је насељено место у Француској у региону Лангдок-Русијон, у департману Источни Пиринеји.
По подацима из 2011. године у општини је живело 2198 становника, а густина насељености је износила 404,79 становника/km².

## Демографија
| 1962. | 1968. | 1975. | 1982. | 1990. | 2011. |
| ----- | ----- | ----- | ----- | ----- | ----- |
| 539   | 633   | 756   | 965   | 1.450 | 2.198 |